# Magu Baoche
Magu Baoche (chiń. 麻谷寶徹; pinyin Mágŭ Băochè; kor. 마곡보철 Magok Poch'ŏl; jap. Mayoku Hōtetsu; wiet. Ma Cốc Bảo Triệt; ur. po 720) – chiński mistrz chan ze szkoły hongzhou.

## Życiorys
Mayu Baoche był uczniem mistrza chan Mazu Daoyi. Jego bliskim przyjacielem był Danxia Tianran. Nauczał w klasztorze w Puzhou w prowincji Shanxi.
Pewnego razu, spacerując z Mazu, Mayu spytał: „Czym jest wielka nirvana?”
Mazu odparł: „Pośpiech.”
Mayu spytał: „Co to jest, co się spieszy?”
Mazu powiedział: „Zobacz wodę!”
Po tych słowach Mayu przebudził się.
Mistrz chan Mayu Baoche używał wachlarza.
Mnich spytał: „Natura wiatru jest wieczna i nie ma miejsca, gdzie nie dociera. Więc dlaczego mistrz używa wachlarza?”
Baoche powiedział: „Wiesz, że natura wiatru jest wieczna, ale nie wiesz, że nie ma miejsca, gdzie on nie dociera.”
Mnich powiedział: „Co jest podstawą «nie ma miejsca, gdzie nie dociera»?”
Baoche powachlował się.
Mnich pokłonił się.
Baoche powiedział: „Bezużyteczni nauczyciele i mnisi! Jest ich tysiące. Na co się nadają?”
Mnich spytał Baoche: „Jakie jest wielkie znaczenie Dharmy Buddy?”
Baoche milczał.
Później mnich spytał mistrza chan Shishuanga Qingzhu: „Co miał na myśli mistrz chan Baoche?”
Shishuang powiedział: „Jeśli gospodarz uniesie swoje złożone ręce z szacunku, to szkodzi. Wtedy ty idziesz wyciągać błoto i nosić wodę”.
Występuje w gong’anach 31 z Biyan lu i 16 z Congrong lu. Oba przypadki są identyczne.

## Linia przekazu Dharmy zen
+ Nazwiska z listy Jinhua Jia (fragment). Uczniowie wymienieni są w porządku alfabetycznym.
x Mistrzowie, którzy wybudowali własny klasztor.
Pierwsza liczba oznacza liczbę pokoleń mistrzów od 1 Patriarchy indyjskiego Mahakaśjapy.
Druga liczba oznacza liczbę pokoleń od 28/1 Bodhidharmy, 28 Patriarchy Indii i 1 Patriarchy Chin.
Trzecia liczba oznacza początek nowej linii przekazu w danym kraju.
- 33/6. Huineng (638–713)
  - 34/7. Nanyue Huairang (677–744)
    - 35/8. Mazu Daoyi (709–788) szkoła hongzhou
      - 36/9. Anfeng Huaikong+x (697–784) (klasztor w Xuzhou w Jiangsu)
      - 36/9. Baihu Faxuan+ (klasztor w Shaozhou w Guangdong)
      - 36/9. Bailing+ heshang
      - 36/9. Baiyan Changche+ (bd) (klasztor w Taizhou w Zhejiang)
      - 36/9. Baiyan Mingzhe+ (bd) (klasztor w Dingzhou w Hebei)
      - 36/9. Baizhang Huaihai+x (720–814) (klasztor w Hongzhou w Jiangxi)
        - 37/10. Baizhang Weizheng (zm. 819) W Wudeng Huiyuan podkreśla się, że Weizheng i Niepan to ta sama osoba
        - 37/10. Baizhang Niepan (zm. 819) w niektórych tekstach przypisywany Mazu
        - 37/10. Guishan Lingyou (771–853) szkoła guiyang
        - 37/10. Huangbo Xiyun (zm. 850)
          - 38/11. Linji Yixuan (zm. 867) szkoła linji

        - 37/10. Wuyan Tong (zm. 826) Wietnam: szkoła Vô Ngôn Tông

      - 36/9. Banshan Baoji (720–814)
        - 37/10. Zhenzhou Puhua (zm. 860)

      - 36/9. Beilan Rang+ (bd) (klasztor w Hongzhou w Jiangxi)
      - 36/9. Benxi+ heshang (bd)
      - 36/9. Caotang+ heshang (bd) (klasztor w Jingzhao fu w Shanxi)
      - 36/9. Caoyi Fengchu+ (bd) (klasztor w Hengzhou w Hunanie)
      - 36/9. Changzhou Minggan+ (bd) (klasztor w Changzhou w Jiangsu)
      - 36/9. Chao’an+ (bd)
      - 36/9. Chongtai+ (bd)
      - 36/9. Cibei Liangjin+ (bd) (klasztor w Jinzhou w Shaanxi)
      - 36/9. Dadi+ heshang (bd) (klasztor w Xinzhou w Shanxi)
      - 36/9. Dahui Daowu+ (bd)
      - 36/9. Damei Fachang+x (752–839) (klasztor w Mingzhou w Zhejiang)
        - 37/10. Juzi (bd)
        - 37/10. Hangzhou Tianlong
          - 38/11. Jinhua Juzhi (bd)

      - 36/9. Danxia Tianran+x (739–824) spadkobierca Shitou Xiqiana (klasztor w Dengzhou w Henanie)
      - 36/9. Datong Guangdeng+ (bd) (klasztor w Lizhou w Hunan)
      - 36/9. Dayang Xiding+ (bd) (klasztor w Yingzhou w Hubei)
      - 36/9. Dazhu Huihai+ (bd) (klasztor w Yuezhou w Zhejiang)
      - 36/9. Danyuan Yingzhen+ (bd) potem został uczniem Nanyanga Huizhonga
      - 36/9. Deng Yinfeng+ (bd) (klasztor w Daizhou w Shanxi)
      - 36/9. Dongsi Ruhui+ (744–823) (klasztor w Tanzhou w Hunanie)
      - 36/9. Dong’an+ heshang (bd)
      - 36/9. Dongquan Weixian+ (bd) (klasztor w Yuezhou w Zhejiang)
      - 36/9. Ehu Dayi+x (746–818) (klasztor w Xinzhou w Jiangxi)
        - 37/10. Wangmu Xiaoran

      - 36/9. Ezhou Wudeng+x (749–830) (klasztor w Ezhou w Hubei)
      - 36/9. Fengshan Hongjun+ (bd) (klasztor w Huzhou w Zhejiang)
      - 36/9. Fenzhou Wuye+ (Dada) (760–821) (klasztor w Fenzhou w Shanxi)
      - 36/9. Fo’ao+ heshang (bd) (klasztor w Wenzhou w Zhejiang)
      - 36/9. Foguang Ruman+ (752–846) (klasztor w Luoyangu w Henanie)
        - 37/10. Bai Juyi (772–846)

      - 36/9. Fubei+ heshang (bd)
      - 36/9. Funiu Zizai+ (741–821) (klasztor w Luoyangu Henanie)
      - 36/9. Fuqi Ce+ (bd) (klasztor w Huazhou w Shaanxi)
      - 36/9. Furong Taiyu+ (747–826) (klasztor w Changzhou w Jiangsu)
      - 36/9. Fuxi+ heshang (bd)
      - 36/9. Ganquan Zhixian+ (bd) (klasztor w Taiyuan w Shanxi)
      - 36/9. Gaocheng Fazang+ (bd)
      - 36/9. Gaoying+ (bd)
      - 36/9. Guangming Puman+ (bd)
      - 36/9. Guiyang Wuliao (787–867) już z dat wynika, że nie mógł być uczniem Mazu
      - 36/9. Guizong Zhichang+ (bd) (klasztor w Jiangzhou w Jiangxi)
        - 37/10. Gao’an Dayu (bd)
          - 38/11. Weishan Lianran (bd)
          - 38/11. Moshan' mniszka'

      - 36/9. Gusi+ heshang (bd) (klasztor w Quzhou w Jiangxi)
      - 36/9. Hailing Qingyun+ (bd) (klasztor w Yangzhou w Jiangsu)
      - 36/9. Hangwu Zhizang+x (741–849) (klasztor w Hangzhou w Zhejiang)
      - 36/9. Hangzhou Zhizang+ (741–819) (pochodził z Indii) (klasztor w Yuezhou w Zhejiang)
      - 36/9. Heijian+ heshang (bd) (klasztor w Luoyangu w Henanie)
      - 36/9. Heiyan+ heshang (bd)
      - 36/9. Hezhong Baoqing+ (bd) (klasztor w Puzhou w Shanxi)
      - 36/9. Hezhong Fazang+ (bd) (klasztor w Puzhou w Shanxi)
      - 36/9. Hezhong Huaize+ (bd) (klasztor w Puzhou w Shanxi)
      - 36/9. Hongluoshan+ heshang (bd) (klasztor w Youzhou w Hebei)
      - 36/9. Hongshan Shanxin+x (zm. 827) (klasztor w Suizhou w Hubei)
      - 36/9. Hongtang+ heshang (bd) (klasztor w Ezhou w Hubei)
      - 36/9. Hualin Shanjue+ (bd) (klasztor w Tanzhou w Hunanie)
      - 36/9. Huayan Zhizang+ (zm. 835) (klasztor w Chang’anie w Shaanxi)
      - 36/9. Huishan Tanji+ (bd) (klasztor w Chizhou w Anhui)
      - 36/9. Huiyun+ (bd)
      - 36/9. Jingnan Baozhen+ (klasztor w Jingzhou w Hubei)
      - 36/9. Jingzhao Zhizang
      - 36/9. Jinku Weizhi+ (bd)
      - 36/9. Jinniu+ heshang (bd) (klasztor w Zhenzhou w Hebei)
      - 36/9. Jiujing Xuance+x (zm. 854) (klasztor w Huangzhou w Hebei)
      - 36/9. Kaiyuan Xuanxu+ (bd) (klasztor w Hongzhou w Jiangxi)
      - 36/9. Kulsan Towŏn+ (bd) Korea – Silla (klasztor w Silli)
      - 36/9. Kunshan Dingjue+ (bd) (klasztor w Suzhou w Jiangsu)
      - 36/9. Langrui+ (bd)
      - 36/9. Letan Changxing+ (bd) (klasztor w Hongzhou w Jiangxi)
      - 36/9. Letan Fahui+ (bd) (klasztor w Hongzhou w Jiangxi)
      - 36/9. Letan Weijian+ (bd) (klasztor w Hongzhou w Jiangxi)
      - 36/9. Lifan+ (zm. 829) autor Xuansheng qulu
      - 36/9. Lishan+ heshang (bd)
      - 36/9. Licun Ziman+ (bd) (klasztor w Xinzhou w Shanxi)
      - 36/9. Lianshan Shenwan+ (bd)
      - 36/9. Lufu Farou+ (bd) (klasztor w Luzhou w Shanxi)
      - 36/9. Lushan Fazang+x (ok. 745–826) (klasztor w Jiangzhou w Jiangxi)
      - 36/9. Luzu Baoyun+ (Fayun) (bd) (klasztor w Chizhou w Anhui)
      - 36/9. Lühou Ningbi+ (754–828) (klasztor w Yuezhou w Zhejiang)
      - 36/9. Luofu Daoxing+ (ok. 731–825) (klasztor w Guangzhou w Guangdong)
      - 36/9. Magu Baoche+ (także Mayu)(ur. 720?) (klasztor w Puzhou w Shanxi)
        - 37/10/1. Muyŏm (799–888) Korea. Szkoła sŏngju